# Dong Fang Hong 1
Dong Fang Hong 1 (pojednostavljeni kineski: 东方红一号; tradicionalni kineski: 東方紅一號; pinyin: Dōngfānghóng Yīhào; doslovno 'Istok je crven 1'), u zapadnom svijetu također poznat kao Kina 1 ili PRC 1, bio je prvi svemirski satelit Narodne Republike Kine, uspješno lansiran 24. travnja 1970. kao dio svemirskog satelitskog programa NRK Dongfanghong. Bio je to dio programa "Dvije bombe, jedan satelit". S masom od 173 kg, bio je teži od prvih satelita drugih zemalja. Satelit je nosio radio odašiljač koji je de facto emitirao istoimenu državnu himnu. Emitiranje je trajalo 20 dana u orbiti.
Razvijen je pod vodstvom Qian Xuesena, dekana Kineske akademije svemirske tehnologije. U to vrijeme stvoreno je ukupno pet identičnih satelita. Prvi satelit uspješno lansiran. Akademija je formulirala "Plan s tri satelita" koji se sastoji od Dongfanghong 1, satelita za ponovni ulazak i komunikacijskih satelita u geosinkronoj orbiti. Sun Jiadong je bio odgovoran za tehnologiju Dongfanghong 1. Godine 1967. Dang Hongxin odabrao je bakrenu antensku membranu koja je riješila poteškoće emitiranja na ultrakratkovalnoj anteni između 100 °C i −100 °C. Inženjeri su na satelit instalirali glazbeni player koji svira "The East is Red".

## Lansiranje
Dok je Dongfanghong 1 do mjesta lansiranja prevezen vlakom, naoružani stražari postavljeni su između svaka dva električna stupa. Dana 24. travnja 1970., u 13:35:45 GMT, Dugi marš 1 (CZ-1) poletio je iz centra za lansiranje satelita Jiuquan, postavljajući satelit Dongfanghong 1 u orbitu u 13:48 GMT. 

## Ciljevi
Primarna svrha satelita Dong Fang Hong 1 bila je izvođenje testova satelitske tehnologije i očitavanje ionosfere i atmosfere.

## Dizajn satelita
Satelit je po obliku bio sličan simetričnom poliedru sa 72 lica, imao je masu od 173 kg i imao je promjer od približno 1 m. Okretao se 120 puta u minuti. Vanjska površina presvučena je obrađenom aluminijskom slitinom za kontrolu temperature. Glavno tijelo sfere imalo je četiri ultrakratovalne bič antene duljine najmanje 2 m. Donji dio bio je spojen na stupanj koji je sadržavao raketni motor. Imao je sjajni metalni prsten dodan na dnu, s magnitudom svjetline od +5 do +8.

## Orbita
Satelit je lansiran u orbitu s perigejem od 441 km, apogejem od 2.286 km i inklinacijom od 68,42°. Ova eliptična orbita blizu Zemlje bila je 114,09 minuta po orbiti. Ima kataloški broj satelita 04382 i međunarodnu oznaku 1970-034A
Dong Fang Hong 1 imao je projektirani životni vijek od 20 dana. Za to je vrijeme odašiljao telemetrijske podatke i svemirska očitanja na Zemlju. Njegov signal je prestao 14. svibnja 1970.

## Reakcija
Uspješnim lansiranjem Dong Fang Hong 1, Kina je postala peta zemlja nakon Sovjetskog Saveza, SAD-a, Francuske i Japana koja je samostalno lansirala satelit. Iako je Dong Fang Hong 1 lansiran gotovo 13 godina nakon Sputnjika 1, njegova je masa premašila ukupnu masu prvih satelita druge četiri zemlje. Nakon ovog lansiranja, Qian Xuesen je predložio kineskoj vladi da bi Kina trebala razviti svemirski program s posadom i podnio izvješće o svemirskom pothvatu s ljudskom posadom što je Mao Ce-tung osobno odobrio.
Kineska akademija svemirske tehnologije okupila je 21. travnja 2005. znanstveno i tehnološko osoblje koje je sudjelovalo u dizajnu, proizvodnji, proizvodnji i nadzoru Dong Fang Hong 1. Rodno mjesto Dong Fang Hong 1, tvornica za proizvodnju satelita u Pekingu, bila je korišten kao spomenik. Proizvodni pogon, u koordinaciji s obljetnicom svemirske letjelice s posadom Šenzou 5, izradio je repliku satelita Dong Fang Hong 1 u omjeru 1:1. Bio je izložen u pekinškom planetariju.

## Vanjske poveznice
|  | Zajednički poslužitelj ima još gradiva o temi Dong Fang Hong 1 |